# Cambarus obeyensis
Cambarus obeyensis е вид ракообразно от семейство Cambaridae. Видът е критично застрашен от изчезване.

## Разпространение и местообитание
Разпространен е в САЩ (Тенеси).
Обитава скалистите дъна на сладководни басейни и потоци.

## Описание
Популацията на вида е намаляваща.